# NEVER CHANGE (アルバム)
『NEVER CHANGE』（ネバー・チェンジ）は、日本のミュージシャンである長渕剛の初のセルフカバー・アルバム。
1988年3月5日に東芝EMIのエキスプレスレーベルからリリースされた。オリジナル・アルバム『LICENSE』（1987年）よりおよそ7ヶ月ぶりとなる作品であり、過去にリリースされたアルバムから選曲された曲を全てアレンジを変更した上で歌唱し直したものが収録されている。
レコーディングは日本国内で行われ、ギタリストとして矢島賢やFENCE OF DEFENSEの北島健二が参加している。
先行シングルとしてリリースされ、約77万枚を売り上げ大ヒット曲となった「乾杯」を収録している。
オリコンチャートでは最高位1位となった。

## 背景
当時長渕は、現在の自分を過去の作品で評価されることを嫌っていた。音楽雑誌のインタビューでも「俺の成長の中でこの歌たちをどうにか磨いてやりたかったんだ。ただ、聴き手の連中っていうのは、それほど俺自身の成長は関係なしでさ。むかしの歌はむかしの歌で想い出の中で聴くことが一番よかったりするわけじゃない。で、レコードの”REC”っていうのは、記録なんだと。そういう意味で作ってきたんだと。陸上の選手だってさ、記録を塗り変えていくわけじゃない。それはまさしく成長っていう部分で、めまぐるしく動いていれば動いている以上に記録ってのは塗り変えられて当然なんだよね。それは聴き手にとっては全然関係ないんだけど、自分にとっては大いに関係あるの。だから精神さえ変わらなければ姿かたちは変わっていっても関係ないんだと。「NEVER CHANGE」っていうのは、メンタルな意味で、精神さえ変わらなければ記録はどんどん塗り変えられて当然だってことを提示したかったんだ。そのためにも「NEVER CHANGE」ってしたかったの」と語っている。
1988年1月27日放送の「夜のヒットスタジオDX」でも、過去にリリースされた曲がラジオで過去の自分の声で流れることに「屈辱的な思いになる」と語っている。
前作『LICENSE』（1987年）リリース後、長渕は9月8日の静岡市民文化会館より12月3日の日本武道館に至るまで、全国18都市全20公演におよぶライブツアー「LIVE'87 LICENSE」を開催した。その最中、8月28日放送されたテレビドラマ『スタンドバイミー 〜気まぐれ白書〜』（1987年）にゲスト出演し、さらに8月29日にテレビドラマ『親子ゲーム』（1986年）や映画『男はつらいよ 幸福の青い鳥』（1986年）にて共演した女優の志穂美悦子と再婚した。長渕は入籍のみで済ますつもりであったが、志穂美からの要望により9月17日に千葉真一が修行した寺の近くにある奈良県天川村の天河大弁財天社にて挙式した。また、長渕の意向により志穂美は芸能界を引退、専業主婦となり以降は芸能活動を行っていない。
これと前後して、9月16日には『LICENSE』に収録されていた「泣いてチンピラ」（1987年）をシングルカットとしてリリースし、翌1988年2月5日には本作からの先行シングルとなる「乾杯-NEW RECORDING VERSION-」（1988年）をリリース、長渕のシングルとしては「順子/涙のセレナーデ」（1980年）以来となるオリコンチャート1位を獲得し、約77万枚を売り上げるなど大ヒットとなった。
アルバムタイトルの『NEVER CHANGE』は、後にリリースされたシングル「NEVER CHANGE」（1988年）のタイトルとなった。また、一時期まで長渕のオフィシャルホームページのタイトルとしても用いられた。

## 録音
過去の楽曲から、「今の声で、今の気持ちで」改めて録音し直した、セルフカバー・アルバム。アレンジは瀬尾一三と共同で書き直されている。歌詞にある一人称「僕」が、総て「俺」に置き換わっていたり、また一部の楽曲で歌詞の加筆や修正が行われている。

## リリース
1988年3月5日に東芝EMIのエキスプレスレーベルより、LP、カセットテープ、CDの3形態でリリースされた。
その後、CDのみ2006年2月8日に24ビット・デジタルリマスター、紙ジャケット仕様で再リリースされた。

## プロモーション
本作に関するプロモーションとしては、1月27日にフジテレビ系音楽番組『夜のヒットスタジオ』（1985年 - 1989年）に出演し「乾杯」を演奏した他、2月8日にはTBS系音楽番組『ザ・ベストテン』（1987年 - 1989年）に「乾杯」で第8位として出演、3月3日には第2位で再出演を果たした。さらに後に3週連続で第1位を獲得するも、一度も出演しなかった。
また、本作収録の「逆流」がNHK総合テレビドラマ『銀河テレビ小説 新橋烏森口青春篇』（1988年）の主題歌として使用された。

## ツアー
本作を受けてのコンサートツアーは「LIVE'88 NEVER CHANGE」と題し、1988年4月20日の宮城県民会館を皮切りに18都市全20公演が行われた。また、ツアーファイナルである6月19日には初となる東京ドーム公演を実施した。

## チャート成績
オリコンチャートでは最高位1位となり、売り上げは約31万枚となった。また、2006年の再発版では最高位259位となった。

## 収録曲

### LP盤 / CT盤
| 全作詞・作曲: 長渕剛（#8のみ作詞: 長渕剛、松井五郎）、全編曲: 瀬尾一三、長渕剛。 |                                                       |                                           |                                           |      |
| #                                                                                | タイトル                                              | 作詞                                      | 作曲・編曲                                | 時間 |
| 1.                                                                               | 「STAY DREAM」(Stay Dream)                            | 長渕剛 （#8のみ作詞: 長渕剛、 松井五郎 ） | 長渕剛 （#8のみ作詞: 長渕剛、 松井五郎 ） | 5:15 |
| 2.                                                                               | 「僕のギターにはいつもヘビーゲージ」(Heavy Gauge)     | 長渕剛 （#8のみ作詞: 長渕剛、 松井五郎 ） | 長渕剛 （#8のみ作詞: 長渕剛、 松井五郎 ） | 6:34 |
| 3.                                                                               | 「あんたとあたいは数え唄」(Anta to Atai wa Kazoe-uta) | 長渕剛 （#8のみ作詞: 長渕剛、 松井五郎 ） | 長渕剛 （#8のみ作詞: 長渕剛、 松井五郎 ） | 6:35 |
| 4.                                                                               | 「逆流」(Gyaku-ryu)                                   | 長渕剛 （#8のみ作詞: 長渕剛、 松井五郎 ） | 長渕剛 （#8のみ作詞: 長渕剛、 松井五郎 ） | 4:57 |
| 5.                                                                               | 「乾杯」(Kan-pai)                                     | 長渕剛 （#8のみ作詞: 長渕剛、 松井五郎 ） | 長渕剛 （#8のみ作詞: 長渕剛、 松井五郎 ） | 5:30 |
| 合計時間:                                                                        | 合計時間:                                             | 28:51                                     |                                           |      |

| #         | タイトル                                          | 作詞  | 作曲・編曲 | 時間 |
| --------- | ------------------------------------------------- | ----- | ---------- | ---- |
| 6.        | 「碑（いしぶみ）」(Ishibumi)                      |       |            | 5:24 |
| 7.        | 「明日へ向かって」(Ashita e Mukatte)              |       |            | 5:46 |
| 8.        | 「夢破れて」(Yume Yaburete)                       |       |            | 4:55 |
| 9.        | 「Bye Bye 忘れてしまうしかない悲しみに」(Bye-Bye) |       |            | 7:11 |
| 合計時間: | 合計時間:                                         | 23:16 |            |      |

### CD盤
| 全作詞・作曲: 長渕剛（#8のみ作詞: 長渕剛、松井五郎）、全編曲: 瀬尾一三、長渕剛。 |                                                       |                                        |                                        |      |
| #                                                                                | タイトル                                              | 作詞                                   | 作曲・編曲                             | 時間 |
| 1.                                                                               | 「STAY DREAM」(Stay Dream)                            | 長渕剛（#8のみ作詞: 長渕剛、松井五郎） | 長渕剛（#8のみ作詞: 長渕剛、松井五郎） | 5:15 |
| 2.                                                                               | 「僕のギターにはいつもヘビーゲージ」(Heavy Gauge)     | 長渕剛（#8のみ作詞: 長渕剛、松井五郎） | 長渕剛（#8のみ作詞: 長渕剛、松井五郎） | 6:34 |
| 3.                                                                               | 「あんたとあたいは数え唄」(Anta to Atai wa Kazoe-uta) | 長渕剛（#8のみ作詞: 長渕剛、松井五郎） | 長渕剛（#8のみ作詞: 長渕剛、松井五郎） | 6:35 |
| 4.                                                                               | 「逆流」(Gyaku-ryu)                                   | 長渕剛（#8のみ作詞: 長渕剛、松井五郎） | 長渕剛（#8のみ作詞: 長渕剛、松井五郎） | 4:57 |
| 5.                                                                               | 「乾杯」(Kan-pai)                                     | 長渕剛（#8のみ作詞: 長渕剛、松井五郎） | 長渕剛（#8のみ作詞: 長渕剛、松井五郎） | 5:30 |
| 6.                                                                               | 「碑（いしぶみ）」(Ishibumi)                          | 長渕剛（#8のみ作詞: 長渕剛、松井五郎） | 長渕剛（#8のみ作詞: 長渕剛、松井五郎） | 5:24 |
| 7.                                                                               | 「明日へ向かって」(Ashita e Mukatte)                  | 長渕剛（#8のみ作詞: 長渕剛、松井五郎） | 長渕剛（#8のみ作詞: 長渕剛、松井五郎） | 5:46 |
| 8.                                                                               | 「夢破れて」(Yume Yaburete)                           | 長渕剛（#8のみ作詞: 長渕剛、松井五郎） | 長渕剛（#8のみ作詞: 長渕剛、松井五郎） | 4:55 |
| 9.                                                                               | 「Bye Bye 忘れてしまうしかない悲しみに」(Bye-Bye)     | 長渕剛（#8のみ作詞: 長渕剛、松井五郎） | 長渕剛（#8のみ作詞: 長渕剛、松井五郎） | 7:11 |
| 合計時間:                                                                        | 合計時間:                                             | 52:07                                  |                                        |      |

### 曲解説

#### A面
1. 「STAY DREAM」 - Stay Dream
アルバム『STAY DREAM』（1986年）のタイトルナンバーの再録音。また、シングル「NEVER CHANGE」のカップリング曲にもなっている。
リズムはドンカマで「前はピアノとストリングスでなまなましかったんだけど、自分ではなまなましく、苦しく歌ったていうのは一回抜けちゃったものだから、どうしてもそういうふうには歌う気分になれないんだよね。それで今度は、逆に無機質なものに血を流してみようとね」[1]
ただ、本アルバムのツアーで歌われた本作は、デジダルなアレンジではなく、完全なアナログ的なバンドアレンジになっていて、そのバージョンは同年発売のシングル『とんぼ』に収録され、また同ツアーの映像と長渕のナレーションが使用された明治チョコバー『ボディ』のCMにも使用された。
2. 「僕のギターにはいつもヘビーゲージ」 - Heavy Gauge
アルバム『HEAVY GAUGE』（1983年）より。メロディーが大幅に変わっている。歌詞がすべて「僕」から「俺」に書き換えられているが、タイトルはそのままとなっている。
3. 「あんたとあたいは数え唄」 - Anta to Atai wa Kazoe-uta
アルバム『逆流』（1979年）に収められているフォークソング調の曲調から打って変わって、エレキギターを前面に出したヘヴィなブルース風の曲調になっている。本アルバムのツアーで歌われたバージョンは、翌年のシングル『激愛』のカップリングとして収録されている。
4. 「逆流」 - Gyaku-ryu
アルバム『逆流』より。歌詞がすべて「僕」から「俺」に書き換えられている他、曲アレンジが大幅に変わっている。同年秋のNHK銀河テレビ小説『新橋烏森口青春篇』の主題歌となった。
5. 「乾杯」 - Kan-pai
アルバム『乾杯』より。このアレンジバージョンのシングルで発売された。

#### B面
1. 「碑（いしぶみ）」 - Ishibumi
アルバム『Bye Bye』（1981年）より。曲調やメロディラインが原曲と全く異なる。後のライブではこちらのバージョンで演奏されていた。
2. 「明日へ向かって」 - Ashita e Mukatte
アルバム『HUNGRY』（1985年）より。曲アレンジが軽快になっている。
3. 「夢破れて」 - Yume Yaburete
アルバム『時代は僕らに雨を降らしてる』（1982年）より。原曲はほぼギター一本による弾き語りであったが、このバージョンではバックバンドによる演奏が加えられている。
4. 「Bye Bye 忘れてしまうしかない悲しみに」 - Bye-Bye
アルバム『Bye Bye』より。原曲より演奏時間が短くなっている。

## スタッフ・クレジット

### 参加ミュージシャン
- 今泉正義 - ドラムス
- 岡沢茂 - ベース
- 矢島賢 - エレクトリックギター
- 北島健二 - エレクトリックギター
- 笛吹利明 - エレクトリックギター、アコースティックギター
- 長渕剛 - アコースティックギター、ハーモニカ
- 中西康晴 - キーボード
- 国吉良一 - キーボード
- THE MUGIFUMI - バックグラウンドボーカル

### スタッフ
- 山里剛（ヤマハ音楽振興会） - ディレクター
- 陣山俊一（ユイ音楽工房） - ディレクター
- 下河辺晴三（東芝EMI） - ディレクター
- 石塚良一 (Z's) - レコーディング・エンジニア、リミックス・エンジニア
- 天童淳 (Z's) - 追加エンジニア
- 内門幸二 (SOUND ALLEY)) - アシスタント・エンジニア
- 服部のぶお (SHANGRI-LA) - アシスタント・エンジニア
- 松原マサノリ (EPICURUS) - アシスタント・エンジニア
- 瀬尾一三 - マニピュレーター
- 中山信彦 (SAN MUSIC) - マニピュレーター
- 浦田恵司 (EMU) - マニピュレーター
- 荒木浩三 (MUSIC LAND) - ミュージシャン・コーディネーター
- ないとうみつこ（ヤマハ音楽振興会） - スタジオ・コーディネーター
- 笹川章光 (OFFICE SISTEMA) - エキップメント
- 田中松五郎（ユイ音楽工房） - チーフ・マネージャー
- 和井内貞宣（ユイ音楽工房） - パーソナル・マネージャー
- 石田徳夫（ヤマハ音楽振興会） - プロモーター
- 渋谷高行（ユイ音楽工房） - プロモーター
- 鈴木博一（東芝EMI） - プロモーター
- 瀧口幸男（東芝EMI） - プロモーター
- 次田勝広 - アート・ディレクター
- 大川壮一郎 - 写真撮影
- 寺原隆 - イラストレーター
- テリー中本 - スペシャル・サンクス
- 土肥二郎（ヤマハ音楽振興会） - スペシャル・サンクス
- 川上源一（ヤマハ音楽振興会） - エグゼクティブ・プロデューサー
- 後藤由多加（ユイ音楽工房） - エグゼクティブ・プロデューサー

## リリース履歴
| No. | 日付         | レーベル              | 規格     | 規格品番                                     | 最高順位 | 備考                                           |
| --- | ------------ | --------------------- | -------- | -------------------------------------------- | -------- | ---------------------------------------------- |
| 1   | 1988年3月5日 | 東芝EMI／エキスプレス | LP CT CD | RT28-5061 (LP) ZT28-5061 (CT) CT32-5061 (CD) | 1位      |                                                |
| 2   | 2006年2月8日 | 東芝EMI／エキスプレス | CD       | TOCT-25953                                   | 259位    | 24ビット・デジタルリマスター、紙ジャケット仕様 |